# Olenecamptus bilobus borneensis
Olenecamptus bilobus borneensis es una subespecie de escarabajo longicornio del género Olenecamptus, categorizada en la tribu Dorcaschematini, de la subfamilia Lamiinae. Fue descrita por Pic en 1916.

## Descripción
Mide 11-20 mm de longitud.

## Distribución
Se distribuye por Indonesia, Papúa Nueva Guinea y Sri Lanka.